# Ciao maschio (programma televisivo)
Ciao maschio è un programma televisivo italiano di genere contenitore, in onda su Rai 1 dal 13 febbraio 2021 con la conduzione di Nunzia De Girolamo.
Il programma va in onda nella seconda serata del sabato dallo studio 3 degli Studi televisivi Fabrizio Frizzi di Roma.

## Il programma
La trasmissione viene presentata come un viaggio nell'universo maschile attraverso parole, immagini e scambio di opinioni. Un parterre di tre ospiti per puntata, esclusivamente al maschile, si sottopone alle domande della conduttrice e allo scambio reciproco con gli altri ospiti. Alla fine della conversazione, l'intero pool di ospiti si sottopone all'insindacabile giudizio di un'opinionista (Drusilla Foer nella prima edizione, le Karma B nella seconda, terza e quarta edizione e Maruska Starr nella quinta edizione) che può promuovere, bocciare o rimandare gli intervistati stessi.

## Edizioni
| Edizione | Anno | Conduzione         | Opinionista   | Periodo           | Periodo          | Puntate | Regia               | Studio                                                |
| Edizione | Anno | Conduzione         | Opinionista   | Inizio            | Fine             | Puntate | Regia               | Studio                                                |
| -------- | ---- | ------------------ | ------------- | ----------------- | ---------------- | ------- | ------------------- | ----------------------------------------------------- |
| 1ª       | 2021 | Nunzia De Girolamo | Drusilla Foer | 13 febbraio 2021  | 22 maggio 2021   | 14      | Cristiano D'Alisera | Studio 3 degli Studi televisivi Fabrizio Frizzi, Roma |
| 2ª       | 2022 | Nunzia De Girolamo | Karma B       | 12 febbraio 2022  | 9 luglio 2022    | 14      | Cristiano D'Alisera | Studio 3 degli Studi televisivi Fabrizio Frizzi, Roma |
| 3ª       | 2023 | Nunzia De Girolamo | Karma B       | 21 gennaio 2023   | 15 aprile 2023   | 12      | Cristiano D'Alisera | Studio 3 degli Studi televisivi Fabrizio Frizzi, Roma |
| 4ª       | 2024 | Nunzia De Girolamo | Karma B       | 13 aprile 2024    | 1º giugno 2024   | 8       | Cristiano D'Alisera | Studio 3 degli Studi televisivi Fabrizio Frizzi, Roma |
| 5ª       | 2024 | Nunzia De Girolamo | Maruska Starr | 14 settembre 2024 | 16 novembre 2024 | 10      | Cristiano D'Alisera | Studio 3 degli Studi televisivi Fabrizio Frizzi, Roma |
| 6ª       | 2025 | Nunzia De Girolamo | Maruska Starr | 5 aprile 2025     | 7 giugno 2025    | 8       | Cristiano D'Alisera | Studio 3 degli Studi televisivi Fabrizio Frizzi, Roma |

## Spin-off

### Maschio selvaggio
Maschio selvaggio è un programma radiofonico italiano e spin-off di Ciao maschio di genere contenitore, in onda su Rai Radio 2 dal 12 gennaio 2025 ogni domenica dalle 12 alle 13:30, con la conduzione di Nunzia De Girolamo e Gianluca Semprini.

## Audience
| Edizione | Rete televisiva | Anno | Stagione          | Programmazione | Programmazione | Programmazione | Programmazione | Programmazione | Programmazione | Programmazione | Collocazione   | Telespettatori | Share | Premiere       | Premiere | Finale         | Finale |
| Edizione | Rete televisiva | Anno | Stagione          | L              | M              | M              | G              | V              | S              | D              | Collocazione   | Telespettatori | Share | Telespettatori | Share    | Telespettatori | Share  |
| -------- | --------------- | ---- | ----------------- | -------------- | -------------- | -------------- | -------------- | -------------- | -------------- | -------------- | -------------- | -------------- | ----- | -------------- | -------- | -------------- | ------ |
| 1ª       | Rai 1           | 2021 | inverno-primavera |                |                |                |                |                |                |                | seconda serata | 706 000        | 7,70% | 745 000        | 8,60%    | 647 000        | 12,80% |
| 2ª       | Rai 1           | 2022 | inverno-primavera | 651 000        | 7,64%          | 814 000        | 9,41%          | 486 000        | 9,57%          |                | seconda serata |                |       |                |          |                |        |
| 3ª       | Rai 1           | 2023 | inverno-primavera | 684 000        | 14,34%         | 897 000        | 13,92%         | 509 000        | 13,12%         |                | seconda serata |                |       |                |          |                |        |
| 4ª       | Rai 1           | 2024 | primavera         | 772 000        | 12,81%         | 559 000        | 11,68%         | 986 000        | 11,20%         |                | seconda serata |                |       |                |          |                |        |
| 5ª       | Rai 1           | 2024 | estate-autunno    | 688 000        | 17,79%         | 651 000        | 14,73%         | 848 000        | 22,66%         |                | seconda serata |                |       |                |          |                |        |
| 6ª       | Rai 1           | 2025 | primavera         | 565 000        | 10,35%         | 721 000        | 11,50%         | 444 000        | 8,90%          |                | seconda serata |                |       |                |          |                |        |